# 久沃勒什蒂鄉
43°47′47″N 24°41′21″E / 43.79639°N 24.68917°E
久沃勒什蒂鄉（羅馬尼亞語：Giuvărăști, Olt），是羅馬尼亞的鄉份，位於該國南部，由奧爾特縣負責管轄，面積32平方公里，海拔高度34米，2007年人口2,584，人口密度每平方公里81人。